# 田中毅 (富士重工業)
田中毅（1935年12月15日—）是日本的企業家，曾任日產汽車董事、富士重工業（今速霸陸）第八任社長等職務。

## 生平簡歷
1935年（昭和10年）12月15日田中毅生於神奈川縣，1958年3月自橫濱市立大學商學部畢業，翌月進入日產汽車工作。在該公司歷任第一調達部長、董事等職務後，1990年（平成2年）6月退休，並進入富士重工業擔任顧問。在富士重工業工作期間，歷任常務董事購買本部長、專務董事購買本部長兼品質保證本部長、副社長等職務，直到1996年6月自川合勇手中接下第八任社長。
在田中毅任內開發的車款計有速霸陸Forester等，2001年6月他交棒給竹中恭二，改任董事會會長，並於2005年6月以榮譽顧問退休。

## 外部連結
- （日語）月刊BOSSｘWizBiz: 設立60年を経ても宿る　中島飛行機のDNA （页面存档备份，存于）

| 富士重工業（今速霸陸）歷代社長 |                                |                 |
| 前任： 川合勇                  | 第8任社長 1996年6月－2001年6月 | 繼任： 竹中恭二 |